# Autobahn Raser: Ohne Regeln gnadenlos über deutsche Autobahnen
Autobahn Raser (Untertitel: Ohne Regeln gnadenlos über deutsche Autobahnen) ist ein Rennspiel, das von Davilex entwickelt und 1998 bei Koch Media erschien. Es ist der erste Teil der Autobahn-Raser-Reihe. Es basiert jedoch selbst auf dem zweiten Teil der niederländischen A2-Racer-Reihe.

## Handlung
In einem Full Motion Video wird beim Spielstart die Hintergrundgeschichte erzählt. Das Spiel handelt von einem Geheimbund namens „Autobahn Raser“, welchem man als Teilnehmer beitritt. Diesen Bund gibt es schon seit mehr als 20 Jahren, und er wird von der Polizei überwacht. Diese versuchen jedes Jahr ohne Erfolg, die Raser aufzuhalten. Das Ziel der jährlichen Rennen ist immer Berlin, und der Fahrer mit der kürzesten Gesamtzeit gewinnt das Rennen.

## Spielprinzip
Das Spiel unterstützt mehrere Profile zum Speichern der Spielstände. Die Rennen bestehen aus 9 Etappen, die jeweils aus einer Stadtrundfahrt und einer Autobahnfahrt bestehen. Die Etappen werden jeweils mit drei anderen Fahrern gefahren, diese benutzen immer die Automodelle, welche ähnliche Daten wie das eigene Fahrzeug haben. Während der Fahrt erhält man bei Kollisionen Schaden, welcher in einer Leiste angezeigt wird. Mit erhöhtem Schaden lässt sich das Auto nur schwerer lenken. Wird die Schadensanzeige während der Fahrt gefüllt, erscheint ein Auto der Verkehrswacht und repariert den Schaden kostenlos, allerdings verliert man wertvolle Zeit. Auch eine Benzinsimulation ist vorhanden, und die Etappen enthalten mindestens eine Tankstelle. Wenn man an dieser nicht anhält, erscheint auch ein Auto der Verkehrswacht und der Spieler erhält genug Benzin, um die nächste Tankstelle bzw. das Etappenende zu erreichen. Die drei anderen simulierten Fahrer haben keine Schadens- und Benzinsimulation. Die Etappen enthalten Verkehrsschilder und Blitzer, die fast immer umgefahren werden können, sowie Polizeifahrzeuge, die den Fahrer bei Missachtung der Geschwindigkeitsvorgaben verfolgen. In Stadtetappen kann man diese „überlisten“, indem man im Gegenverkehr fährt, auf Autobahnen funktioniert dies wegen der Leitplanken nicht. Die Polizei verfolgt nur den Spieler und nicht die drei Gegner. Wenn die Polizei den Spieler anhalten kann, muss dieser eine Strafe von 300 DM zahlen, wenn er mehrmals angehalten wird vergrößert sich die zu zahlende Strafe um 300 DM. Wenn der Spieler nicht genug Geld hat um die Strafe zu zahlen ist das Spiel zu Ende.
Nach jedem Rennen erhält jeder Teilnehmer ein Preisgeld. Nachdem alle Etappen gefahren wurden, werden die Rennzeiten zusammengezählt, wenn der Spieler auf dem ersten Platz ist bekommt er ein kurzes Gewinnervideo zu sehen, andernfalls ein Verlierervideo. Danach kann das Spiel von der ersten Etappe neu gestartet werden, der Spieler behält dabei sein Geld und Auto.

## Entwicklung
Die Spiel-Engine benutzt DirectX 5 und kann die Grafik mithilfe von Software-Rendering auf Auflösungen von 320 × 200 sowie 640 × 480 darstellen, es ist auch möglich, 3D-Beschleuniger, welche mindestens DirectX 5 unterstützten, mit einer Auflösung von 640 × 480 zu verwenden. Weitere Einstellungen zur Engine sind im separaten Programm Einstellungen.exe im Spielverzeichnis verfügbar. Auf modernen PCs mit Windows XP kann das Spiel beim Tanken abstürzen, ab Windows Vista stürzt das Spiel schon beim Laden des Spielmenüs ab.
Die Spiele-CD enthält neben dem Spiel auch ein Update auf Version 1.4, welches einige Fehler behebt. Der Datenträger enthält auch zahlreiche Treiber für damals aktuelle Hardware sowie ein Hilfsprogramm.
Eine Demoversion, welche nur die Köln-Etappe enthält, wurde auch veröffentlicht.

## Fahrzeuge
Sieben Autos sind im Spiel verfügbar. Beim Spielbeginn erhält man einen Trabant. Nachdem man eine Runde gefahren ist, bekommt man Geld, welches man zum Kaufen von anderen Autos oder zum Aufrüsten des eigenen Fahrzeugs verwenden kann. Wenn man genug Geld hat, kann man andere Fahrzeuge kaufen, jedoch verliert man dabei das alte Auto sowie alle Aufrüstungen.
| Name im Spiel | Vorbild               | Höchstgeschwindigkeit | Beschleunigung | Bremskraft | Bodenhaftung |
| ------------- | --------------------- | --------------------- | -------------- | ---------- | ------------ |
| Brabant       | Trabant               | 175 km/h              | 20 %           | 30 %       | 40 %         |
| Opol Astro    | Opel Astra            | 200 km/h              | 30 %           | 40 %       | 50 %         |
| Wolfswagen    | Volkswagen New Beetle | 250 km/h              | 50 %           | 60 %       | 70 %         |
| BWM Z3        | BMW Z3                | 300 km/h              | 70 %           | 80 %       | 90 %         |
| Parche 913    | Porsche 993           | 325 km/h              | 80 %           | 90 %       | 100 %        |
| Mersedes CLK  | Mercedes-Benz CLK GTR | 330 km/h              | 85 %           | 95 %       | 100 %        |
| Lambdaghini   | Lamborghini Diablo    | 350 km/h              | 90 %           | 100 %      | 100 %        |

| Name            | Beschreibung                                                        |
| --------------- | ------------------------------------------------------------------- |
| Motor           | Höchstgeschwindigkeit und Beschleunigung werden verbessert          |
| Breitreifen     | Beschleunigung, Bremskraft, Bodenhaftung werden erhöht              |
| Turbo           | Das Fahrzeug erhält einen Turbolader, benutzbar mit der Strg-Taste. |
| ABS             | Bremskraft wird verbessert                                          |
| 6-Gang-Getriebe | Höchstgeschwindigkeit und Beschleunigung werden erhöht              |
| Reparieren      | Repariert Schäden am Fahrzeug.                                      |

## Etappen
| Typ | Name             | Bemerkungen, Sehenswürdigkeiten                                                             |
| --- | ---------------- | ------------------------------------------------------------------------------------------- |
|     | Berlin           | Berliner Dom, Reichstag, Siegessäule, Gedächtniskirche, Berlin Tempelhof, Brandenburger Tor |
|     | Berlin – Hamburg | Berliner Fernsehturm, Dr. Oetker-Werk                                                       |
|     | Hamburg          | Bismarckdenkmal, St. Peterskirche, Kunsthalle, Hauptbahnhof, Speicherstadt                  |
|     | Hamburg – Köln   | Rheinbrücke mit Kölner Dom im Hintergrund                                                   |
|     | Köln             | Hauptbahnhof, Dom, Severinstor                                                              |
|     | Köln – München   | IMAX-Kino, Apollinariskirche, Kraftwerk, Autobahntunnel, Polizeiblockaden                   |
|     | München          | Friedensengel, Siegestor, Schloss Nymphenburg, Justizpalast, Feldherrnhalle                 |
|     | München – Berlin |                                                                                             |
|     | Berlin           | Die gleiche Strecke wie in der ersten Etappe, allerdings mit mehr Hindernissen              |

## Rezeption
Udo Hoffmann von PC Player bemerkte, dass der Wiedererkennungswert der Strecken nicht funktioniere, da bis auf wenige Wahrzeichen die Kurse sehr beliebig aussehen. Die Umsetzung sei amateurhaft, auch in Bezug auf das Fahrverhalten. Grafisch bleibe es unspektakulär und die Computergegner wenig intelligent. Harald Fränkel konnte über die Mängel stärker hinwegsehen, bedauerte jedoch das Fehlen eines Mehrspielermoduses. Es fehle dadurch an Wiederspielwert. Oliver Menne von PC Games stellte ebenfalls gravierende Mängel, lobte aber die Spielidee, auch wenn diese nicht konsequent genug umgesetzt fehle und etwa Alltagssituationen im Straßenverkehr vermissen ließe.
Der VUD verlieh einen Verkaufspreis in Gold für über 100.000 abgesetzte Exemplare auf dem deutschsprachigen Markt.